# 朝鮮民主主義人民共和国の人口統計

北朝鮮の人口 1910-2015

朝鮮民主主義人民共和国の人口統計（ちょうせんみんしゅしゅぎじんみんきょうわこくのじんこうとうけい）とは、朝鮮民主主義人民共和国（北朝鮮）が実施する国勢調査と国際的な見積もりの総称である。

## 歴史

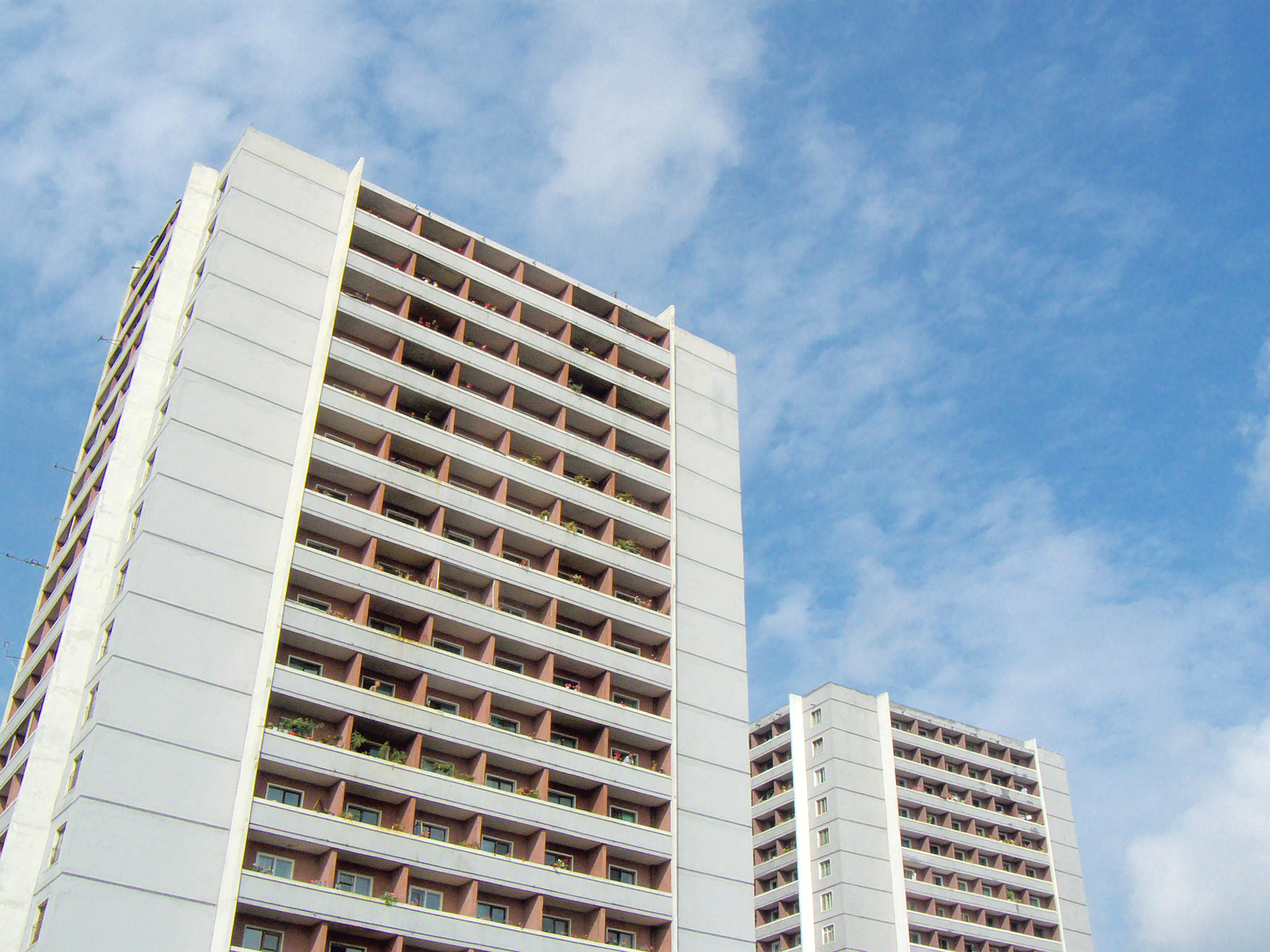
平壌のアパート群

1989年に北朝鮮政府により公式な数値が公開されるまで、北朝鮮の人口統計を公表していた最後の書籍は1963年出版の朝鮮中央年鑑であった。よって、1963年以降の人口統計は人口統計学者らが、北朝鮮の国会にあたる最高人民会議に選出された国会議員の数を集計するなどのほか、1977年の金日成国家主席の教育人口に関する発言を踏まえて人口統計を推計していた。その結果、1720万人と算出されている。ただ1980年代には、平均余命や死亡原因を含む人口統計が外部に公開された。
1989年に北朝鮮の中央統計局 (北朝鮮)は、1946年に北朝鮮が建国されて以降初めて、国連人口基金による支援を獲得するために、国勢調査を実施し人口統計を国連人口基金に公開した。北朝鮮には人口統計学者が存在しなかったが、北朝鮮当局は、戸籍の登録、移住、出生等の正確な数値を集計した。米国の人口統計学者らによると、人口動態統計や市民の個人情報は、里（地方部）洞（都市部）単位で集計されたと推測されている。　　

## 年齢構造

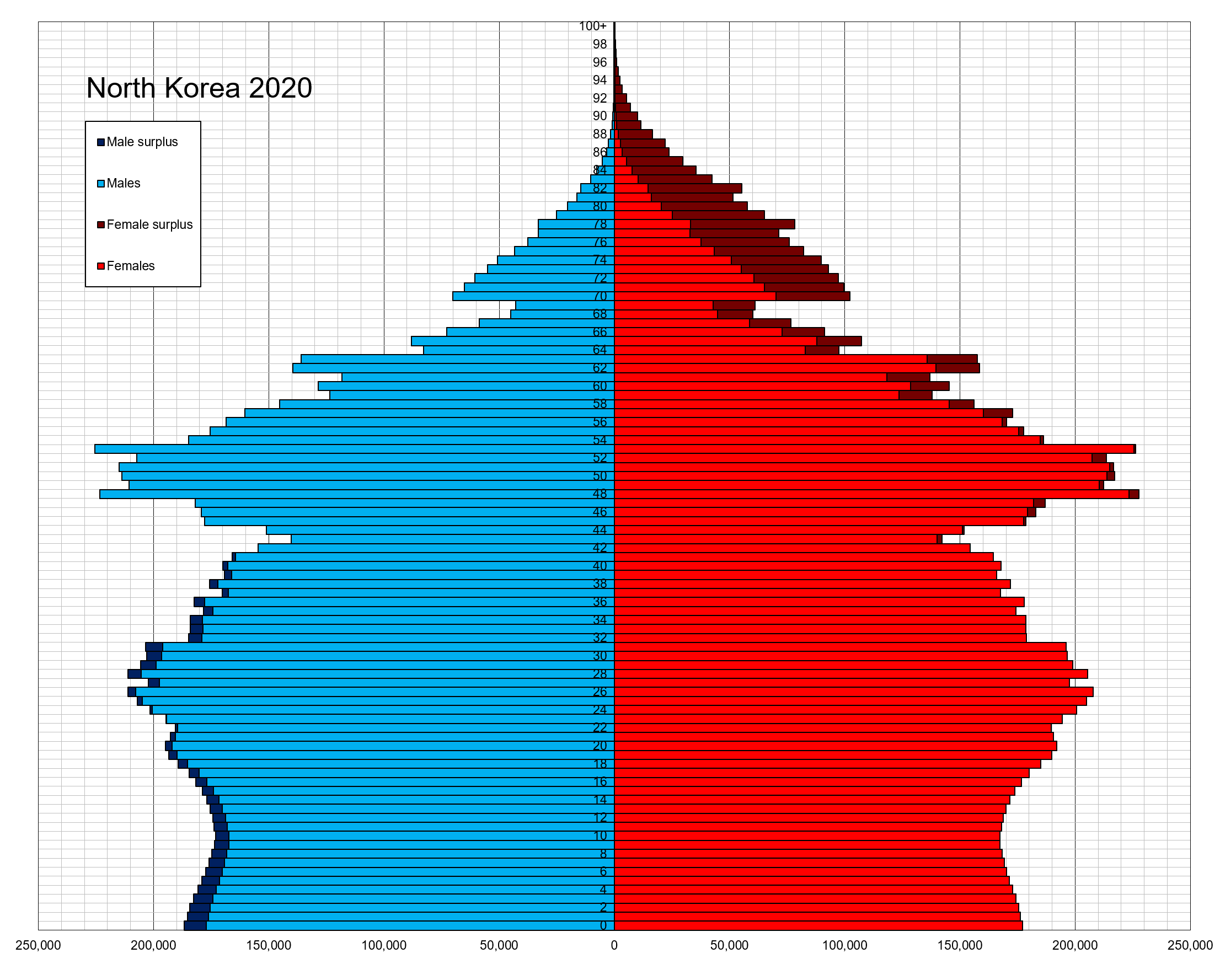
北朝鮮の人口ピラミッド

北朝鮮は多くの国民が貧困である。にもかかわらず、人口ピラミッドは典型的な釣鐘型であり、富士山型の世界的な開発途上国のパターンに適合していない。データによると、1991年の平均余命は、男性は約66歳、女性は約73歳であった。
北朝鮮では社会主義経済が既に低迷しているため、労働力として投入するための若者を雇用することが難しいとされている。また、人口統計学者らは、人口は2045年に3400万人で増加が止まり、その後徐々に減少すると予測している。また、これと比較して、2023年に韓国の人口が5260万人で安定すると推測されていた。ただし、実際には2020年に韓国の人口は減少に転じた。さらには、今後より一層減少が加速すると予測を立てる専門家もいる。

## 北朝鮮の人口統計の水増し操作疑惑
2009年2月13日、UNFPAは「2018年10月に北朝鮮で国勢調査を2週間かけて実施し、暫定的な数字として人口を2405万1218人と集計した」「UNFPAは北朝鮮で調査要員3万5200人を動員、北朝鮮の全世帯である588万7767世帯を一軒一軒訪問し、調査を行った」「軍施設の居住者70万2373人を含む数値」と発表し、2008年の北朝鮮の人口を2405万人とした。北朝鮮に入国したUNFPAスタッフは約10人であり、調査は北朝鮮当局がおこない、UNFPAは「詳細な調査方法などは不明」としていて、それゆえにどこまで正確な数値なのかは不明であるが、世界各国はこのデータを北朝鮮の人口としている。
救う会事務局長の平田隆太郎は、2009年2月13日にUNFPAが報告した北朝鮮の人口統計について、「北朝鮮では1994年に飢餓が発生し、1996年、1997年、1998年の3年間で大量の餓死が発生し、1999年まで続き、その数は300万人と言われる。餓死者が大量に出たことは脱北者の証言で明らかであるが、北朝鮮は、この期間も人口が増加したと報告」しており、UNFPAが報告した北朝鮮の人口統計には、1996年から1999年までの餓死者300万人がカウントされていないとして、少なくとも300万人は水増しと推計している。
ジャスパー・ベッカー（BBC記者）は、国連などのデータをもとに、金日成が死去した直後の1995年、国連が調査した北朝鮮の人口は2400万人だったが、2005年には1900万人に激減しており、わずか10年余りの間に500万人も餓死していると指摘している。
宮塚利雄は、2012年に「10年間で500万人以上の餓死者が出たと言われ、現在は（北朝鮮の人口は）2000万人を切っているとも言われる」と述べている。
趙甲濟は、脱北した北朝鮮政府高官から「2005年に労働党の核心部署が最高人民会議代議員選挙のための人口調査をしたところ、1800万人という数字が出た」という情報を得たとして、「平壌の高官だった脱北者が驚くべき証言をした。彼は、『自分が労働党の核心部署から聞いたことでは、労働党が最高人民会議代議員選挙（2003年8月）のため人口調査をしたら、なんと1800万人だったそうだ』『1994年から1998年の4年間で300万人以上が飢え死にした以降も人口の増加はなかった』」と述べている。

## 北朝鮮の人口統計の実態
脱北者の多くの証言から、北朝鮮の人口は当初から2000万人を切った状態で、苦難の行軍で人口上昇が確実に阻まれた可能性がある。北朝鮮建国時から1000万人を1950-60年代に保持していたとされる公式統計も、合計特殊出生率とは矛盾が生じる。苦難の行軍による500万人以上の餓死者と誇大に脱北者によって宣伝されることが多いが、実際には「本来の資本主義経済であれば北朝鮮の人口は実際の人口プラス550万人であったはず」という観測である。この観測をCIAが支持しているが、CIAは北朝鮮の統計捏造には触れていない。
中央統計局 (北朝鮮)が作成した機密資料である秘密人口統計によると、2019年の北朝鮮の人口は2050万人程度であるという。2019年5月3日、FAOとWFPは「北朝鮮の食糧安全保障の評価」報告書を発表したが、基本的な統計情報を北朝鮮当局から受け、北朝鮮の人口を2500万人と推定して「北朝鮮の人口の40%である1010万人の食糧不足に直面している」と報告しているが、北朝鮮の食糧難を判断できるバロメーターである北朝鮮内の米価格は、2019年5月現在4200ウォン水準で、2018年5月に比べて1000ウォン近く下落している。北朝鮮の人口調査は、2008年に韓国とUNFPAの財政支援で、北朝鮮が実施した国勢調査があり、人口を2405万人と発表したが、この調査でさえ専門家によって統計操作が強く疑われており、李碩（朝鮮語: 이석、韓国開発研究院）は、2011年に発表した「2008年の北朝鮮の人口センサスの分析と問題点」という論文で、「朝鮮人民軍の総兵力数に関連する意図的な統計の歪みが疑われ、これらの統計は、既存の人口統計とも不一致であり、互いに調和していない」「現在存在する北朝鮮のすべての人口統計は、統計的歪みの可能性と矛盾の問題から自由ではない」と主張している。強力な中央集権制と監視社会であり、配給制を実施している北朝鮮が自国の人口を正確に把握していない可能性は希薄であり、実際に北朝鮮当局は、正確な人口統計を密かに管理しており、これに基づいて政策を立案していることは、中央統計局 (北朝鮮)が作成した機密資料である秘密人口統計を通じて確認される。この秘密人口統計は、数十年の間に北朝鮮の人口変動推移を1000人単位まで正確に記録しており、北朝鮮の人口は、2005年に2100万人を超えたが、2009年に2000万人台に後退し、その後は減少を続けており、推移通りならば、2019年現在の北朝鮮の人口は2050万人程度と推定され、国力を膨らませるために、人口を水増して、人口操作することは、過去の社会主義国の共通の現象であり、北朝鮮も例外ではない。
興味深い点は、北朝鮮が過去に国際社会に公表した人口は、当時の韓国の人口の半分のレベルを維持するよう調整していることである。この操作は建国時から行われているため、実際の北朝鮮が1948年に何人の人口を擁していたのかは完全にわからなくなってしまっている。北朝鮮の人口が外部推定よりも450万人少ない場合、北朝鮮に必要な食糧需要も大幅に減少し、北朝鮮の1年間の必要穀物量は、北朝鮮の1人当たり一日平均配給目標基準量としている500グラムを基準に考察することができ、北朝鮮の人口が2050万人であれば、全国的に毎日1万500トンが必要であるが、実際に多くの脱北者も「北朝鮮では全国の一日配給量目標1万トンという言葉は常識のように流通している」と証言している。CIAの2021年の調査から550万人を引くと北朝鮮の総人口は2033万1360人であり、2019年の北朝鮮の人口は2050万人程度であることに僅かな裏付けが取れる。

## 詳細な統計情報
| 期間        | 出産    | 死亡    | 差分    | 粗出生率 | 粗死亡率 | 自然出産 | 総出生率 | 乳幼児死亡率 |
| ----------- | ------- | ------- | ------- | -------- | -------- | -------- | -------- | ------------ |
| 1950 - 1955 | 230 000 | 114 000 | 116 000 | 23,8     | 11,8     | 12,0     | 2,70     | 90,5         |
| 1955 - 1960 | 372 000 | 109 000 | 263 000 | 36,2     | 10,6     | 25,6     | 3,80     | 75,9         |
| 1960 - 1965 | 381 000 | 106 000 | 275 000 | 32,8     | 9,1      | 23,7     | 3,41     | 66,9         |
| 1965 - 1970 | 490 000 | 105 000 | 385 000 | 36,9     | 7,9      | 29,0     | 4,09     | 56,3         |
| 1970 - 1975 | 458 000 | 92 000  | 365 000 | 30,2     | 6,1      | 24,1     | 3,72     | 44,1         |
| 1975 - 1980 | 317 000 | 83 000  | 233 000 | 19,0     | 5,0      | 14,0     | 2,58     | 35,2         |
| 1980 - 1985 | 388 000 | 92 000  | 296 000 | 21,6     | 5,1      | 16,5     | 2,93     | 29,9         |
| 1985 - 1990 | 389 000 | 105 000 | 284 000 | 20,0     | 5,4      | 14,6     | 2,45     | 26,1         |
| 1990 - 1995 | 450 000 | 124 000 | 326 000 | 21,5     | 5,9      | 15,5     | 2,40     | 24,3         |
| 1995 - 2000 | 443 000 | 219 000 | 225 000 | 19,8     | 9,8      | 10,1     | 2,20     | 54,9         |
| 2000 - 2005 | 379 000 | 209 000 | 170 000 | 16,3     | 9,0      | 7,3      | 2,05     | 28,5         |
| 2005 - 2010 | 352 000 | 231 000 | 120 000 | 14,6     | 9,6      | 5,0      | 2,05     | 27,4         |

## 人口分布
| 年齢    | 人口       | 百分率 |
| ------- | ---------- | ------ |
| 全年齢  | 24.052.231 | 100    |
| 0-4     | 1.710.039  | 7,1    |
| 0       | 341.461    | 1,4    |
| 1       | 343.636    | 1,4    |
| 2       | 340.756    | 1,4    |
| 3       | 340.640    | 1,4    |
| 4       | 343.546    | 1,4    |
| 5-9     | 1.846.785  | 7,7    |
| 5       | 348.244    | 1,4    |
| 6       | 358.630    | 1,5    |
| 7       | 373.460    | 1,6    |
| 8       | 378.734    | 1,6    |
| 9       | 387.717    | 1,6    |
| 10-14   | 2.021.350  | 8,4    |
| 10      | 381.532    | 1,6    |
| 11      | 392.860    | 1,6    |
| 12      | 419.070    | 1,7    |
| 13      | 417.757    | 1,7    |
| 14      | 410.131    | 1,7    |
| 15-19   | 2.052.342  | 8,5    |
| 15      | 404.916    | 1,7    |
| 16      | 423.303    | 1,8    |
| 17      | 411.178    | 1,7    |
| 18      | 406.934    | 1,7    |
| 19      | 406.011    | 1,7    |
| 20-24   | 1.841.400  | 7,7    |
| 20      | 369.876    | 1,5    |
| 21      | 369.111    | 1,5    |
| 22      | 371.307    | 1,5    |
| 23      | 361.335    | 1,5    |
| 24      | 369.771    | 1,5    |
| 25-29   | 1.737.185  | 7,2    |
| 25      | 347.425    | 1,4    |
| 26      | 357.745    | 1,5    |
| 27      | 345.247    | 1,4    |
| 28      | 347.297    | 1,4    |
| 29      | 339.471    | 1,4    |
| 30-34   | 1.680.272  | 7,0    |
| 30      | 318.969    | 1,3    |
| 31      | 293.116    | 1,2    |
| 32      | 316.341    | 1,3    |
| 33      | 372.776    | 1,5    |
| 34      | 379.070    | 1,6    |
| 35-39   | 2.214.929  | 9,2    |
| 35      | 393.037    | 1,6    |
| 36      | 476.923    | 2,0    |
| 37      | 443.996    | 1,8    |
| 38      | 450.686    | 1,9    |
| 39      | 450.287    | 1,9    |
| 40-44   | 2.015.514  | 8,4    |
| 40      | 438.137    | 1,8    |
| 41      | 469.165    | 2,0    |
| 42      | 386.019    | 1,6    |
| 43      | 368.040    | 1,5    |
| 44      | 354.153    | 1,5    |
| 45-49   | 1.559.527  | 6,5    |
| 45      | 358.695    | 1,5    |
| 46      | 326.750    | 1,4    |
| 47      | 286.098    | 1,2    |
| 48      | 302.970    | 1,3    |
| 49      | 285.014    | 1,2    |
| 50-54   | 1.315.101  | 5,5    |
| 50      | 336.530    | 1,4    |
| 51      | 335.555    | 1,4    |
| 52      | 210.429    | 0,9    |
| 53      | 232.565    | 1,0    |
| 54      | 200.022    | 0,8    |
| 55-59   | 902.876    | 3,8    |
| 55      | 168.575    | 0,7    |
| 56      | 133.907    | 0,6    |
| 57      | 136.527    | 0,6    |
| 58      | 233.448    | 1,0    |
| 59      | 230.419    | 1,0    |
| 60-64   | 1.058.263  | 4,4    |
| 60      | 227.500    | 0,9    |
| 61      | 220.311    | 0,9    |
| 62      | 217.186    | 0,9    |
| 63      | 201.459    | 0,8    |
| 64      | 191.807    | 0,8    |
| 65-69   | 913.304    | 3,8    |
| 65      | 185.316    | 0,8    |
| 66      | 212.636    | 0,9    |
| 67      | 184.115    | 0,8    |
| 68      | 171.146    | 0,7    |
| 69      | 160.091    | 0,7    |
| 70-74   | 662.627    | 2,8    |
| 70      | 177.206    | 0,7    |
| 71      | 145.067    | 0,6    |
| 72      | 129.272    | 0,5    |
| 73      | 114.955    | 0,5    |
| 74      | 96.127     | 0,4    |
| 75-79   | 335.467    | 1,4    |
| 75      | 97.434     | 0,4    |
| 76      | 78.097     | 0,3    |
| 77      | 59.180     | 0,2    |
| 78      | 57.060     | 0,2    |
| 79      | 43.696     | 0,2    |
| 80-84   | 132.149    | 0,5    |
| 80      | 38.439     | 0,2    |
| 81      | 29.563     | 0,1    |
| 82      | 25.652     | 0,1    |
| 83      | 21.636     | 0,1    |
| 84      | 16.809     | 0,1    |
| 85-89   | 42.760     | 0,2    |
| 85      | 12.748     | 0,1    |
| 86      | 11.389     | *      |
| 87      | 9.009      | *      |
| 88      | 5.859      | *      |
| 89      | 3.755      | *      |
| 90-94   | 8.634      | *      |
| 90      | 2.972      | *      |
| 91      | 2.669      | *      |
| 92      | 1.305      | *      |
| 93      | 956        | *      |
| 94      | 732        | *      |
| 95-99   | 1.643      | *      |
| 95      | 516        | *      |
| 96      | 482        | *      |
| 97      | 300        | *      |
| 98      | 186        | *      |
| 99      | 159        | *      |
| 100-104 | 54         | *      |
| 100     | 40         | *      |
| 101     | 3          | *      |
| 102     | 4          | *      |
| 103     | 4          | *      |
| 104     | 3          | *      |
| 105-109 | 8          | *      |
| 105     | 1          | *      |
| 106     | 2          | *      |
| 107     | 2          | *      |
| 108     | 1          | *      |
| 109     | 2          | *      |
| 110+    | 2          | *      |

| 年齢グループ | 人口       | 男性      | 女性      | 百分率 |
| ------------ | ---------- | --------- | --------- | ------ |
| 0-14         | 5.578.174  | 2.850.503 | 2.727.671 | 23,2   |
| 15-64        | 16.377.409 | 8.159.653 | 8.217.756 | 68,2   |
| 65+          | 2.096.648  | 711.682   | 1.384.966 | 8,7    |

| 児童0-14歳 | 女性15-49歳 | 百分率  |
| ---------- | ----------- | ------- |
| 5.578.174  | 6.479.605   | 0,86088 |